# علم الأحياء القديمة في لبنان

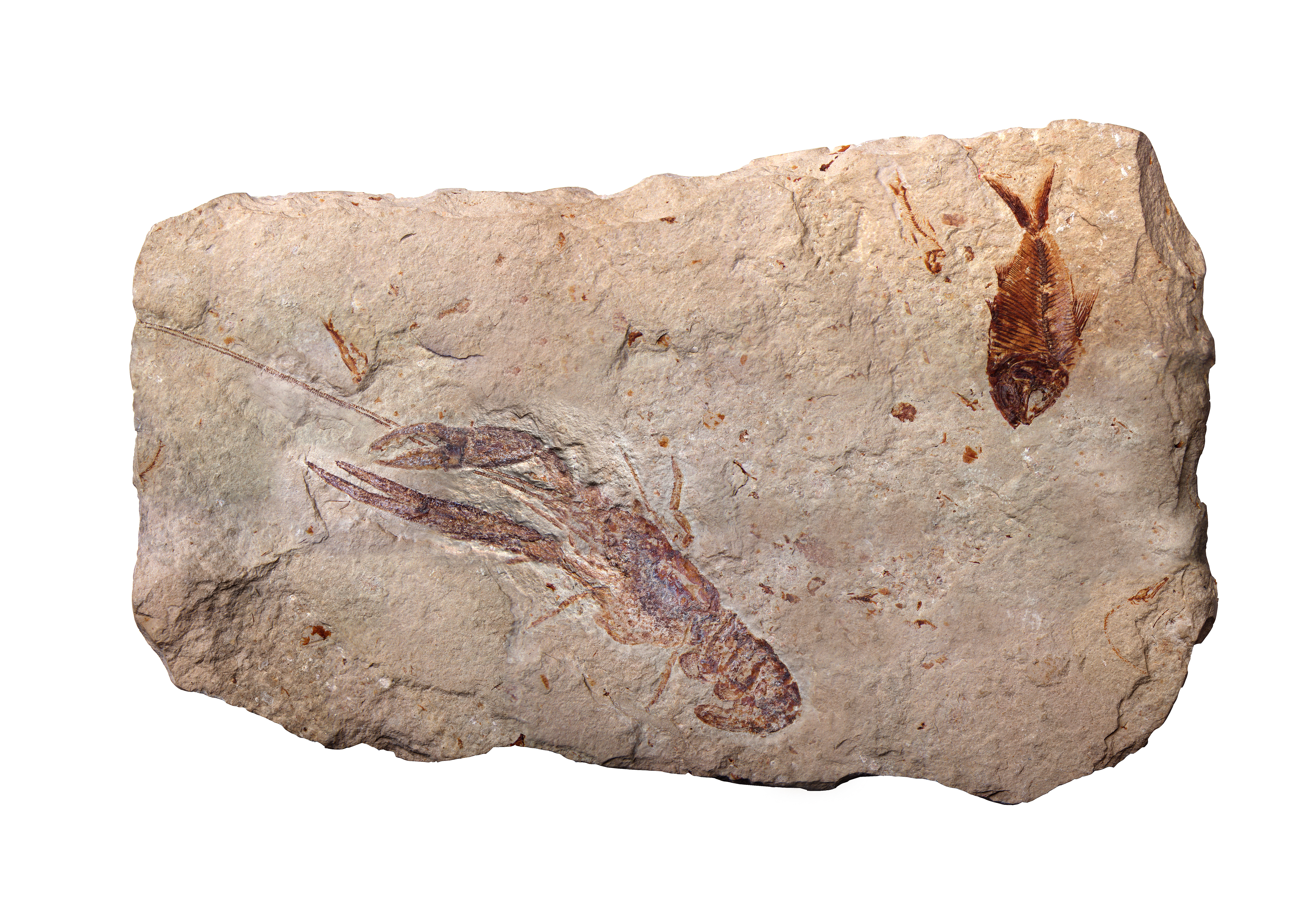
أحفورة تعود للعصر الطباشيري وجدت في حقل في لبنان تحتوي على سرطان بحر وسمكة

علم الأحياء القديمة في لبنان تحتوي مواقع علم الأحياء القديمة في لبنان على بقايا لأفضل الأحافير حفظًا في العالم، وتشمل بعض الأنواع التي لم يتم العثور عليها في أي مكان آخر، وأشهرها  المَرْسَب الأحفوري اللبناني الذي يعود لأواخر العصر الطباشيري والذي يحوي على مجموعة متنوعة محفوظة جيدًا من الحفريات المختلفة. تعود بعض الأحافير إلى العصر الجوراسي، وتنتمي الأحافير الأصغر إلى ثدييات من موقع مختلف تعود إلى العصر الميوسيني عبر العصر الجليدي. وهذه الأحافير التي وجدت في لبنان يتم عرضها في متاحف التاريخ الطبيعي والجيولوجيا وعلم الحفريات في جميع أنحاء العالم.

## الخلفية التاريخية
يعود أقدم سجل للأحافير اللبنانية إلى هيرودوت. ويشير جان دي جوانفيل إلى وجود الأسماك الأحفورية في لبنان كذلك، حيث أنه ذكر في كتابه «تاريخ الملك لويس» أنه وأثناء إقامة الملك لويس التاسع في صيدا عام 1253 قبل عودته إلى وطنه مباشرة من الحملة الصليبية السابعة، تم إحضار حجر له:
| علم الأحياء القديمة في لبنان | كان ذلك الحجر الأكثر روعة في العالم. وعندما رفعت طبقة منه، كان هناك شكل سمكة بين القطعتين. كانت السمكة جزءًا من الحجر، وكانت كاملةً في شكلها وعيناها وعظامها ولونها، ولا تختلف بشيء عن أي سمكة حية | علم الأحياء القديمة في لبنان |

وأصبح العلماء الأوروبيون مهتمين بالحفريات اللبنانية في القرن التاسع عشر.

## المواقع والأحافير

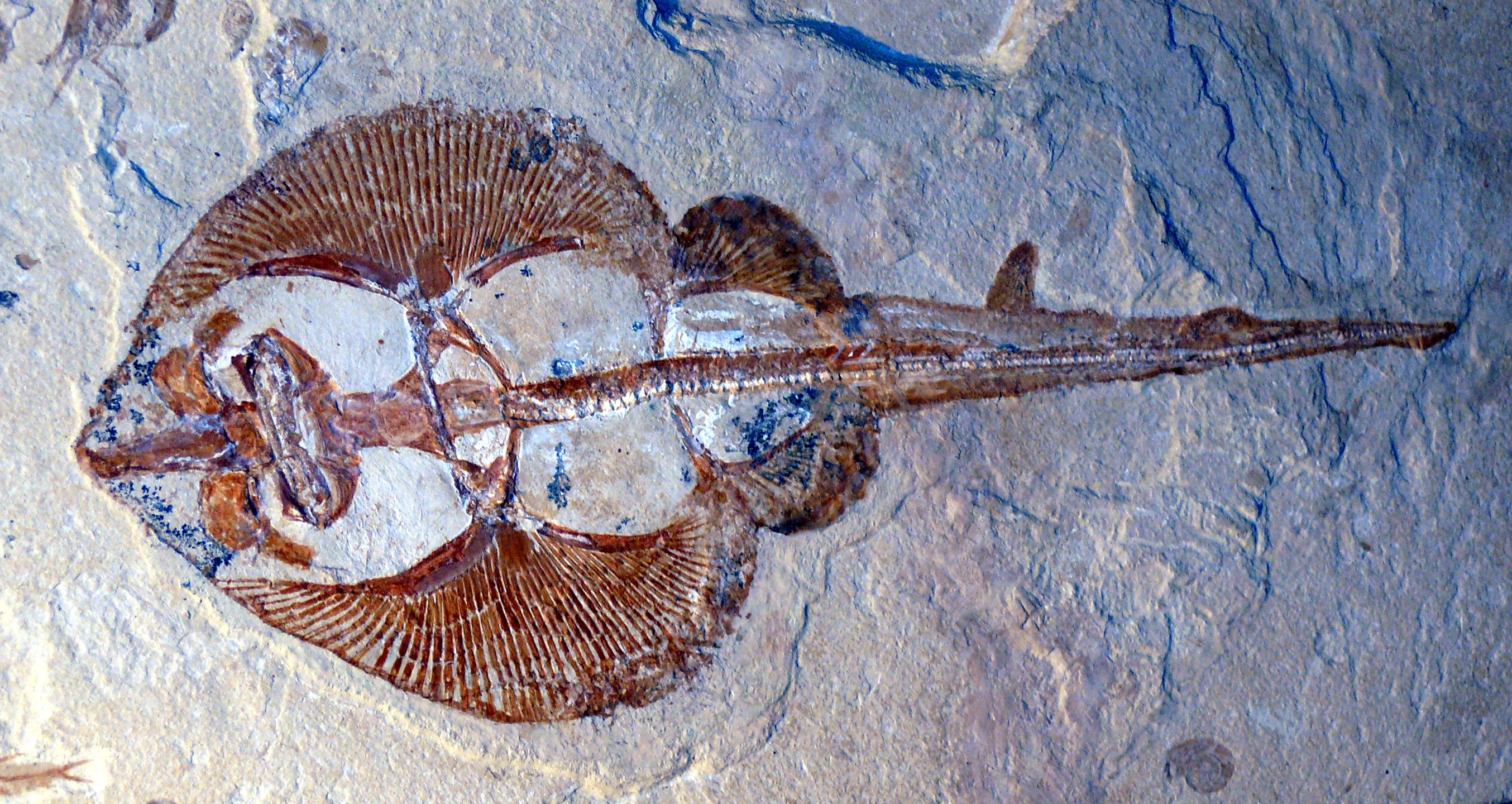
أحفورة رينوباتوس ويتفيلد التي تعود للعصر الطباشيري وجدت في لبنان

يوجد ثلاثة مواقع رئيسية للأحافير في لبنان، وهي: ساحل علما وحجولا وحقل.
 تقع حجولا وحقل على بعد قرابة 12 ميلاً إلى الشمال الشرقي من مدينة جبيل الساحلية. وتقع حجولا على بعد ستة أميال جنوب حقل، ويوجد بين القريتين موقع أحفوري نحو الغرب من جبل لبنان مطلة على وادي. تقع كلتا القريتين على ارتفاع 2500-3000 قدم فوق سطح البحر، ويوجد في كلا المكانيين دليل واضح على انكسار في طبقات أرضية تحوي أسماك. بالنسبة للطبقات الأرضية في حقل، فقد نزلت إلى مستوى الحجر الجيري فوق الحجر الرملي. ويعتقد أن تلك التي في حجولا امتداد لتلك التي في حقل. وأظهرت دراسة أن الطبقات التي في حجولا أعلى من تلك التي في حقل.
تنتمي معظم الأسماك الموجودة في ساحل علما إلى نفس الأنواع الموجودة في حقل وحجولا، هناك أنواع من بين ستين نوعًا لا تتواجد في مكان آخر. يوجد واحد وعشرون نوعًا في حجولا عثر عليها أيضًا في حقل، وهذه البيانات تؤكد تمامًا أن الطبقات في ساحل علما تختلف في مستواها عن تلك الموجودة في حقل وحجولا اللتان تتشابه بهما الطبقات. تختلف الآراء حول إذا ما كانت الطبقات التي تحوي الأسماك في ساحل علما أقدم أم تلك الموجودة في حقل، ولكن الآراء الحديثة تميل إلى أن التي في حقل أكثر قدمًا. وهذا الرأي مدعوم بالخصائص التي تحويها الأسماك في كل منهما، حيث أشارت دراسة إلى أن الطبقات التي تحتوي على الأسماك في حجولا أقدم بقليل من تلك التي في حقل.
تعرضت الأراضي اللبنانية إلى نشاط بركاني وحركة الصفائح التكتونية وارتفاع منسوب مياه البحر وانخفاضه، ويمتاز العصر الطباشيري المتأخر بمستويات مرتفعة من منسوب مياه البحر، وقد تشكل الحجر الجيري الأحفوري خلال ذلك الوقت.
وفي أحد أحدث الاكتشافات الحديثة التي جرت في العام 1989، وصف كل من م.مالز وأي.فورستين الهيبيريون في وادي البقاع.
وهناك اكتشا آخر وجد على إثره ثعبان بقدمين. ومثل هذا الاكتشاف مثالاً قيمًا على التطور وكيف أن السحالي القديمة أصبحت ثعابين.
يعتبر الأخطبوط واحدًا من أندر الأحافير البحرية، حيث أن معظم الأنواع ليس لديها هياكل صلبة باستثناء المنقار. لا يمكن لجيفة الأخطبوط أن تبقى لفترة طويلة بما يكفي لتصبح متحجرة، وهذا هو السبب الذي جعل اكتشاف عدد من أحافير الأخطبوط المحفوظة جيدًا في لبنان عام 2009 أمرًا مميزًا. وقد صرح ديرك فوكس من جامعة برلين الحرة عن هذه الأخطبوطات الأحفورية التي عمرها 95 مليون عام والموجودة في لبنان قائلاً:
| علم الأحياء القديمة في لبنان | هذا الاكتشاف يوفر معلومات مهمة عن التطور. فقد كان للأقارب البدائيين من الأخطبوط زعانف سمينة على طول أجسادها، وتظهر الأحافير الجديدة المحفوظة جيدًا أنها مثل الأخطبوط الحي ليس لديها هذه الهياكل. | علم الأحياء القديمة في لبنان |

إنّ الاسم العلمي للاكتشاف الجديد هو "Keuppia levante"، وهي محفوظة بشكل جيد درجة أن حبرها لا يزال مرئيًا.

## الأحافير المكتشفة في لبنان
· Aeger libanensis -روبيان
· Aphanizocnemus libanensis - سحلية

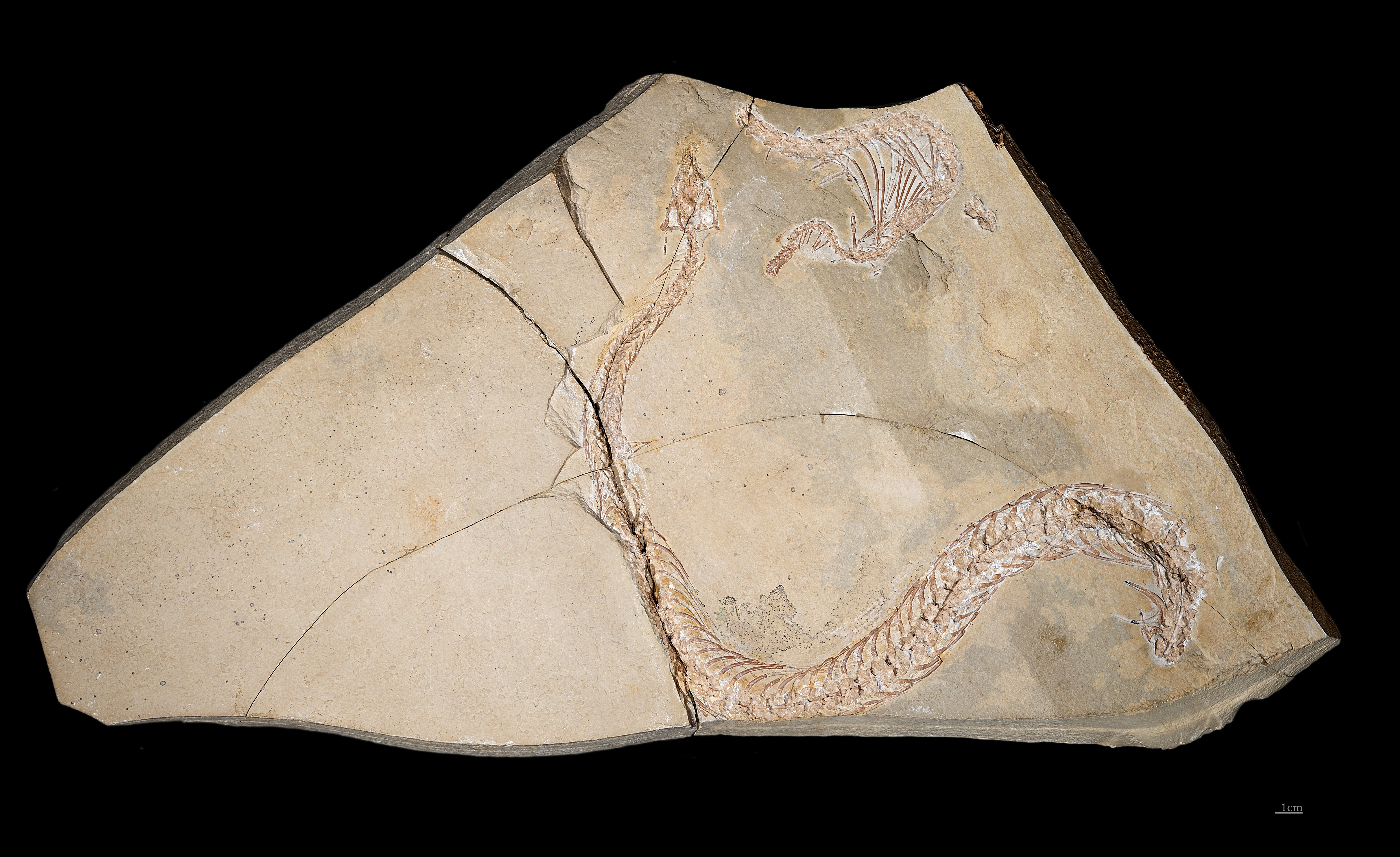
ثعبان مع أطراف

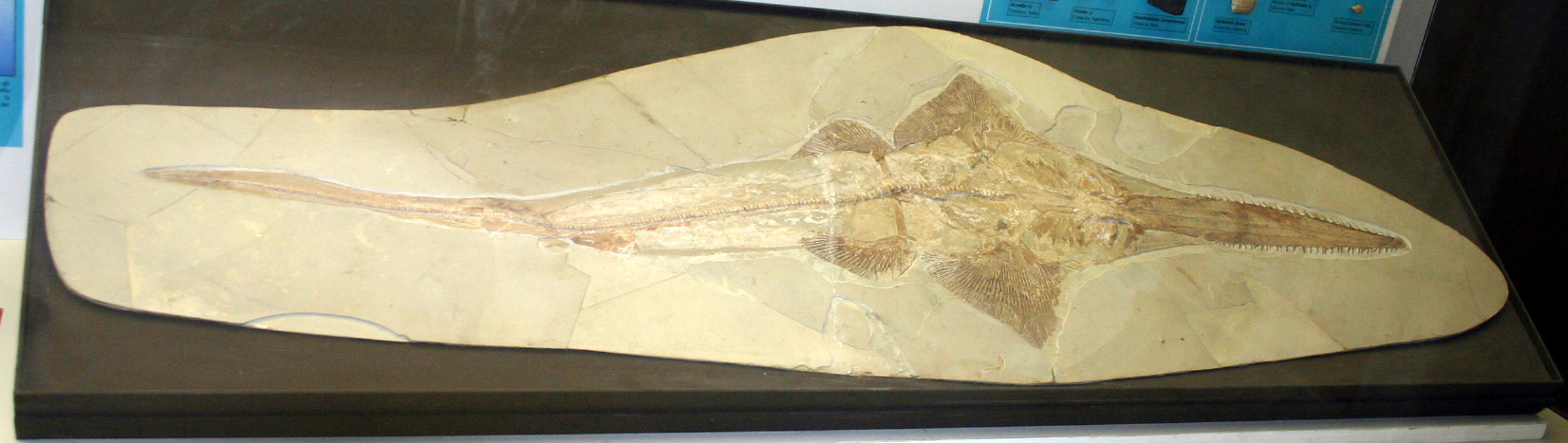
أحفورة لليبانوبريستيس Libanopristis

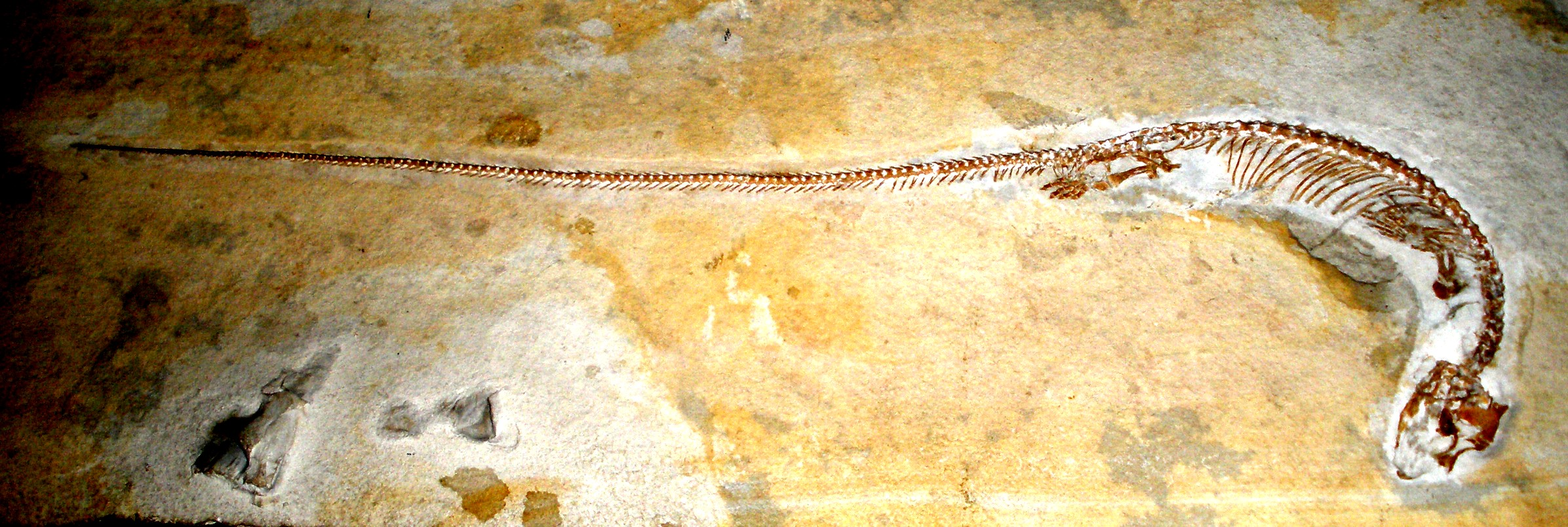
أحفورة Aphanizocnemus

· Charbelicaris maronites – سرطان بحر
· Cheirothrix lewisii – سمكة طائرة
· Corusichthys megacephalus - سمكة
· Cyclobatis – أنواع متعددة
· Dorateuthis syrica – حيوان رأسي الأرجل
· Enantiophoenix electrophyla - طائر
· Eupodophis descouensi – ثعبان مع أطراف
· Hakelocaris vavassorii - جمبري
· Hensodon spinosus - سمكة
· Homarus hakelensis – سرطان بحر
· Ichthyotringa damoni - سمكة
· Keuppia – أخطبوط من عدة أنواع
· Lebanoraphidia nana – ذباب أفعواني
· Libanopristis hiram – سمكة منشار
· Libanopsis – خنفساء من أنواع متعددة
· Microtuban altivolans – زاحف مجنح
· Mimodactylus libanensis - زاحف طائر
. Palaeobalistum goedeli - سمكة
· Palaeobenthesicymus libanensis روبيان
· Palaeoctopus newboldi - أخطبوط
· Paracancrinos libanensis –سرطان بحر
· Parasabatinca aftimacrai - فراشة
· Palibacus praecursor – سرطان بحر
· Pronotacanthus sahelalmae – ثعبان بحر
· Rhinochelys nammourensis سلحفاة بحرية
· Sorbinichthys elusivo - سمكة
· Styletoctopus annae أخطبوط
· Trewavasia carinata - سمكة

## روابط خارجية
- "Fossils from the amber of Lebanon". American University in Beirut. 1998. مؤرشف من الأصل في 2018-10-05. اطلع عليه بتاريخ 2010-08-08.
- Walley، C.D. (1998). "1.3 Fossils of Lebanon". The Geology of Lebanon - a summary. American University of Beirut. مؤرشف من الأصل في 2018-10-11. اطلع عليه بتاريخ 2010-08-08.
- Expo Hakel, a fossil museum in Hakel